# SMERSch
SMERSch (russisch Смерш, wiss. transliteriert: SMERŠ; auch Smersch oder englisch SMERSH) war ein militärischer Nachrichtendienst der Sowjetunion zur Zeit des Zweiten Weltkriegs. Er diente vornehmlich der Spionageabwehr, um „Verräter, Deserteure, Spione und kriminelle Elemente“ dingfest zu machen. Dabei richtete er sich nicht nur gegen Agenten des deutschen Nachrichtendienstes. So wurden grundsätzlich auch sowjetische Kriegsgefangene, die in ihr Heimatland fliehen konnten, als Verräter und Deserteure angesehen und entsprechend geprüft und öfter verfolgt. Ferner waren Vertreter der SMERSch Teil der Überprüfungs- und Filtrationskommissionen, die nach dem Ende der Kampfhandlungen des Zweiten Weltkriegs die in die Sowjetunion zurückkehrenden Kriegsgefangenen und Ostarbeiter überprüften.

## Name und Geschichte
Der Name SMERSch (Смерш) ist ein Silbenwort aus dem russischen russisch Смерть шпионам! SMERt Schpionam für „Tod den Spionen“.
Die Organisation wurde am 19. April 1943 vom NKWD gegründet. Ihr voller Name lautete Главное управление контрразведки СМЕРШ Народного комиссариата обороны СССР (wiss. Transliteration: Glavnoe upravlenie kontrrazvedki SMERŠ Narodnogo komissariata oborony SSSR; dt. „Hauptverwaltung für Spionageabwehr SMERSch des Volkskommissariats für Verteidigung der UdSSR“). SMERSch-Abteilungen gab es in der sowjetischen Armee, der Flotte und dem NKWD selbst.
Vorsitzender war Wiktor Abakumow, der direkt Stalin unterstellt war. Im März 1946 wurde SMERSch dem Volkskommissariat der Streitkräfte unterstellt, das später unter die Kontrolle des Verteidigungsministeriums kam und im Mai 1946 aufgelöst wurde.

## Rezeption

### Behandlung in James-Bond-Romanen
Ian Fleming nutzte SMERSch in seinen James-Bond-Romanen (u. a. Leben und sterben lassen und Casino Royale) als Gegner des britischen Geheimagenten. In der auf den Romanen beruhenden Filmreihe wurde SMERSch gegen die fiktive Verbrecherorganisation S.P.E.C.T.R.E. ausgetauscht.

### Russischer Überfall auf die Ukraine
Im Zuge des Russisch-Ukrainischen Krieges gab es Bestrebungen seitens der Volksrepublik Lugansk, die an SMERSch angelehnte Organisation SMERSH LPR zu gründen. Russische Militärblogger debattierten wiederholt über die Neueinsetzung des SMERSch zum Einsatz in den besetzen ukrainischen Gebieten. In sozialen Medien kursierten Fotos von Toten, an denen Schilder auf Lynchmorde durch eine SMERSch (СМЕРШ) genannte Vereinigung hinwiesen.
Im Januar 2024 tauchten in sozialen Medien Bilder von Militärs auf, die den Schriftzug SMERSch (СМЕРШ) auf ihren Uniformen trugen und (angeblich) einen festgenommenen Mann aus der südrussischen Region Belgorod zwangen, sich öffentlich für seine Filmaufnahmen eines russischen Luftabwehrsystems zu entschuldigen.